# Adolfo Luis González Rodríguez
Pour les articles homonymes, voir Adolfo González, Adolfo Rodríguez (homonymie), Gonzalez et Rodriguez.
Adolfo Luis González Rodríguez est un universitaire et homme politique espagnol né le 28 octobre 1951 à Séville, en Andalousie. Marié, il est père de trois enfants, et exerce la profession de maître de conférences.

## Biographie
Antonio Luis González Rodríguez s'est formé en histoire de l'Amérique à l'Université de Séville, où il a présenté son doctorat. Il a par la suite exercé dans ce même établissement en qualité de maître de conférences, spécialisé en histoire de l'Amérique. Il a notamment travaillé sur les communes du Nouveau monde et les élites urbaines au XVIIIe siècle . Au sein de cette même université, il a eu en charge la direction de la promotion culturelle, et a occupé le poste de vice-recteur des relations institutionnelles.
Membre du Parti populaire, Adolfo González Rodríguez est élu au Congrès des députés en 2004, puis réélu en 2008. Il siège à la commission de la Culture, à la commission de la Coopération internationale pour le développement, ainsi qu'à la commission de la recherche et de l'innovation, dont il est le premier vice-président .

## Sources
1. ↑  Source : Fiche d'Adolfo Luis González Rodríguez sur le site de l'Université de Séville.
2. ↑  Source : Fiche d'Adolfo Luis González Rodríguez sur le site du Congrès des députés.